# هرينسكو
هرينسكو هي قرية تقع في مقاطعة ديتشين، إقليم أوستي ناد لابم، جمهورية التشيك.